# Peter B. Gilkey

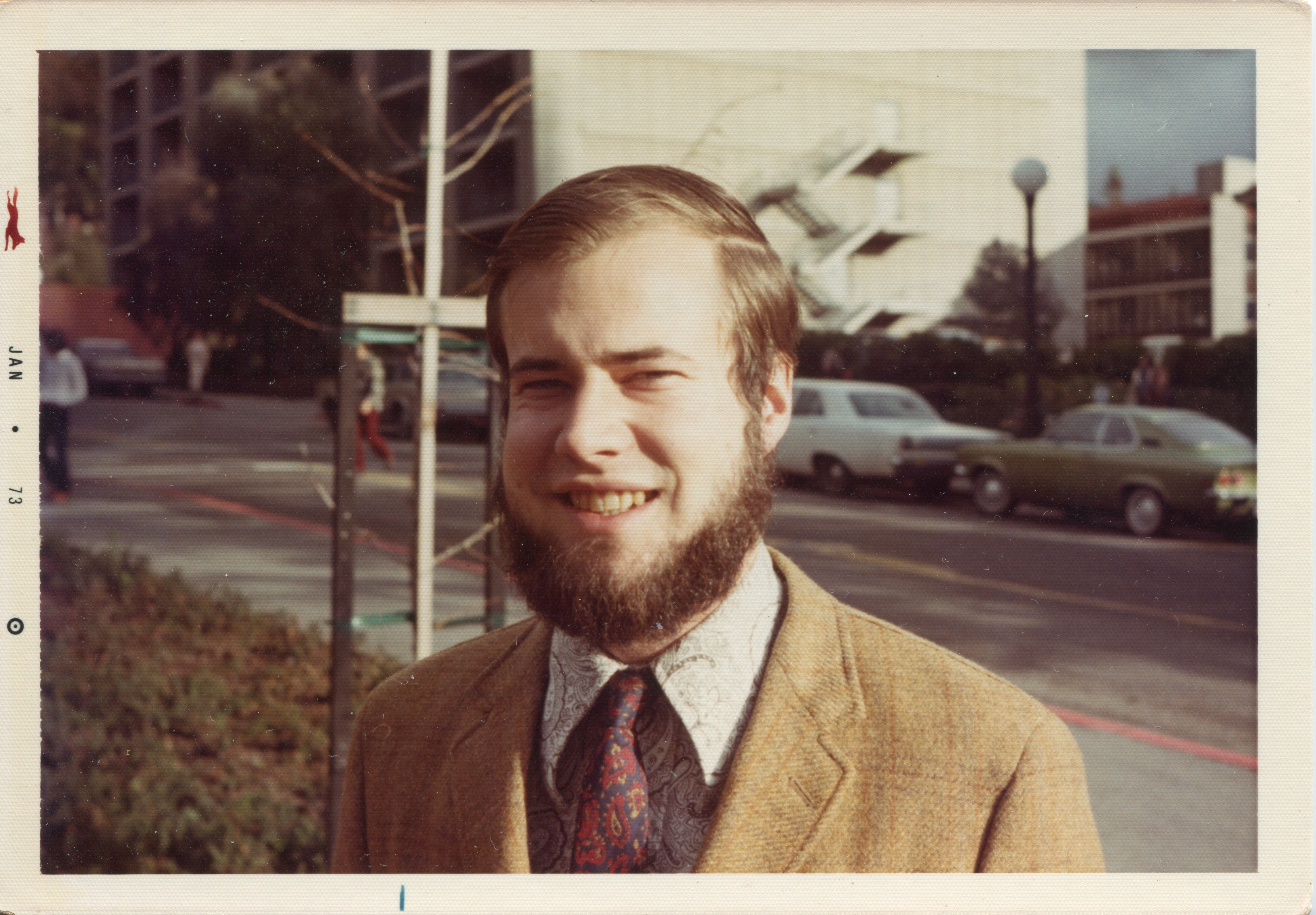
Peter B. Gilkey (1973)

Peter Belden Gilkey (* 27. Februar 1946 in Utica, New York) ist ein US-amerikanischer Mathematiker, der sich mit Differentialgeometrie und Globaler Analysis beschäftigt.
Gilkey studierte an der Yale University mit dem Master-Abschluss 1967 und wurde 1972 an der Harvard University bei Louis Nirenberg promoviert (Curvature and the Eigenvalues of the Laplacian for Geometrical Elliptic Complexes). 1971/72 war er Instructor in Informatik an der New York University und 1972 bis 1974 Lecturer an der University of California, Berkeley. 1974 bis 1980 war er Assistant Professor an der Princeton University und 1981 wurde er Associate Professor und 1985 Professor an der University of Oregon.
Er schrieb ein Lehrbuch über den Atiyah-Singer-Indexsatz. 1975 war er Sloan Research Fellow. Er ist Fellow der American Mathematical Society.

## Schriften
- Invariance Theory, the Heat Equation and the Atiyah-Singer-Indextheorem, Publish or Perish 1984, Online
- mit Tohru Eguchi, Andrew J. Hanson Gravitation, Gauge Theories and Differential Geometry, Physics Reports, Band 66, 1980, S. 213–393